# Hong Sheng
Hong Sheng (Hangzhou, 1645 – 1704) è stato un drammaturgo cinese.
Fu il più grande drammaturgo della prima dinastia Qing, autore di 10 opere, tra cui la più celebre è Il palazzo di lunga vita (1649), in 49 atti.